# 3 Pułk Artylerii Fortecznej
Galicyjski Pułk Artylerii Fortecznej Nr 3 (Fest.-Art.-Reg. Nr. 3, FAR. Fürst Kinsky Nr. 3) – pułk artylerii fortecznej cesarskiej i królewskiej Armii.

## Historia pułku
1 stycznia 1891 roku z połączenia Czeskich Batalionów Artylerii Fortecznej nr 2 i 8 został sformowany 3. Czesko-galicyjski Pułk Artylerii Fortecznej (niem. 3. Böhmisch-galizisches Festungsartillerieregiment). Sztab pułku i trzy bataliony stacjonowały w Przemyślu. Pułk otrzymywał rekrutów z terytorium 9 i 11 Korpusu.
Pułk otrzymał imię marszałka polnego Franza Ulricha Kinsky von Wchinitz und Tettau, zmarłego 18 grudnia 1792 roku w Pradze.
Pułk wchodził w skład 10 Brygady Artylerii Polowej. W 1893 roku pułk został podporządkowany dyrektorowi artylerii fortecznej (niem. Festungs-Artillerie-Director) w Przemyślu. Na stanowisko dyrektora wyznaczony został pułkownik Sztabu Artylerii Gustav Semrad. W 1894 roku płk Semrad został inspektorem artylerii fortecznej, a na stanowisku dyrektora zastąpił go płk Sztabu Artylerii Karl Krziwanek (Křivanek). 10 listopada 1898 roku Karl Krziwanek został mianowany generałem majorem i przeniesiony na stanowisko dyrektora artylerii w Innsbrucku i równocześnie dyrektora artylerii w Komendzie 14 Korpusu. Nowym dyrektorem w Przemyślu został płk Heinrich Porges, awansowany 6 maja 1899 roku na stopień generała majora. W 1903 roku generał Porges został przydzielony komendantowi 13 Korpusu w Zagrzebiu, a na stanowisko dyrektora wyznaczony został płk Ernst Soldan, awansowany 6 maja 1904 roku na stopień generała majora.
W 1908 roku sztab pułku razem z 1. i 3. batalionem został podporządkowany komendantowi 2 Brygady Artylerii Fortecznej w Krakowie, 2. batalion został przeniesiony do Poli i włączony w skład tamtejszej 4 Brygady Artylerii Fortecznej.
W 1909 roku została zmieniona nazwa wyróżniająca pułku z „Czesko-galicyjski” na „Galicyjski” co było związane z tym, że pułk przestał otrzymywać uzupełnienia z terytorium 9 Korpusu. W tym samym roku 2. batalion w Poli został wyłączony ze składu pułku i włączony do 4 Pułku Artylerii Fortecznej, jako 3. batalion.
W 1914 roku pułk w dalszym ciągu stacjonował w Przemyślu i wchodził w skład 2 Brygady Artylerii Fortecznej w Krakowie.

## Żołnierze
Komendanci pułku
- płk Sztabu Artylerii Hermann Brandstätter von Brandenau (1891[1] → szef I Sekcji Wojskowego Komitetu Technicznego i Administracyjnego[13])
- płk Karl von Zieglmayer (1891[14] – 1893 → dyrektor artylerii w Komendzie Wojskowej Zadar)
- ppłk / płk Alexander Walluschek von Wallfeld (1893 – 1901 → stan spoczynku, 28 VIII 1902 mianowany tytularnym generałem majorem[15])
- ppłk / płk Anton Lux (1901 – 1903 → stan spoczynku, 14 III 1908 mianowany tytularnym generałem majorem[16])
- płk Victor Zimmermann (1903[17] – 1907 → dyrektor artylerii fortecznej w Trydencie)
- płk Vincenz Louis Göhl (1907 – 1909 → stan spoczynku, 10 XI 1912 mianowany tytularnym generałem majorem[18])
- ppłk / płk Nikolaus Franz Anton Hölscher (1909[19] – 1914[20] → komendant 3 Brygady Artylerii Fortecznej)
- ppłk Wladimir Pirnat

Oficerowie
- Rudolf Jagielski
- por. rez. Karol Błaszkowicz
- por. rez. Leopold Połoszynowicz
- por. Stanisław Sopotnicki (nadetatowy, słuchacz Technicznej Akademii Wojskowej, w WP dowódca 11 pap)
- ppor. rez. Czesław Dobrzański
- ppor. rez. Jerzy Lgocki
- ppor. rez. Michał Langenfeld
- ppor. rez. Stefan Schlarp
- chor. rez. Jan Kulczycki